# Позы
По́зы, буузы (бур. бууза, монг. бууз) — традиционное бурятское, тувинское и монгольское блюдо, популярное в Монголии, Бурятии, Иркутской области и Забайкальском крае.

## Описание
Считается, что позы (бууза) — один из вариантов китайского блюда баоцзы (кит. 包子, bāozi), откуда происходит и название кушанья, но, в отличие от китайского блюда, начинка в буузах — исключительно мясная. Кроме того, баоцзы всегда делают из дрожжевого теста, тогда как для бууз это лишь одна из разновидностей. В Монголии бууз из дрожжевого теста называется мантуун бууз и готовится по праздникам.
Блюдо также родственно грузинским хинкали и тюркским мантам. Подобно баоцзы и мантам, позы готовятся на пару — как правило, в специализированной для этих целей пароварке, аналоге мантоварки, носящей название «позница». В качестве основных компонентов начинка поз (фарш) содержит рублёное мясо и репчатый лук.
Позы имеют форму чашечки, сходную с баоцзы и хинкали, обычно с отверстием сверху. Диаметр готовых поз — примерно 5—8 см. Едят позы традиционно руками, причём образовавшийся при приготовлении бульон внутри поз, надкусив у донышка, выпивают отдельно через образовавшееся отверстие.
В Бурятии проводятся конкурсы, посвящённые этому блюду, где не только лепят и едят буузы, но и приобщают молодёжь к культуре народа. 31 января 2014 года на конкурсе «Буузын Баяр» был побит рекорд по количеству съеденных поз — более двадцати тысяч.
В тувинской кухне бууза — приготовленные на пару разновидность мантов. От мантов отличается формой лепки — делают с открытым верхом, схож с монгольскими буузами, но отличается меньшими размерами.

## Русское название блюда
С 2008 года на различных дискуссионных площадках развернулись споры о переименовании устоявшегося в России названия. Предлагается слово позы заменить на буузы, фонетически более правильно передающий бурятское название.
В пользу переименования говорит и то, что ассоциации, связанные с этим словом, часто служат предметом шуток.